# 羽曳野市立峰塚中学校
羽曳野市立峰塚中学校（はびきのしりつ みねづかちゅうがっこう）は、大阪府羽曳野市にある公立中学校。
学校周辺地域の宅地化による人口の増加に伴って、羽曳野市立誉田中学校の校区を分離する形で1973年に開校した。2007年時点では、羽曳野市のみならず南河内地域の中でも2番目の大規模校となっている。
近隣には古市古墳群があり、また学校に隣接して峯ヶ塚古墳がある。

## 沿革
- 1973年4月1日 - 開校
- 1973年6月2日 - 校章・校歌制定（この日を創立記念日とする）

## 著名な出身者
- 屋敷二郎（一橋大学教授：西洋法制史）
- 別府あゆみ（女優）
- 角田信朗（空手家）
- ダルビッシュ有（プロ野球選手）
- 天日謙作（バスケットボール指導者）
- 小倉義人（ボディコントローラー）
- 高柳萌（バレーボール選手：岡山シーガルズ所属）
- 國武勇斗（プロサッカー選手）
- なかゆう(YouTuber)

## 交通
- 近鉄南大阪線 古市駅 西へ約1.5km。
- 近鉄バス 軽里1丁目バス停下車、南へ約400m。